# Тихочай
Тихочай (хорв. Tihočaj) — населений пункт у Хорватії, в Загребській жупанії у складі міста Ястребарсько.

## Населення
Населення за даними перепису 2011 року становило 3 осіб.
Динаміка чисельності населення поселення:

## Клімат
Середня річна температура становить 9,51 °C, середня максимальна – 22,86 °C, а середня мінімальна – -5,53 °C. Середня річна кількість опадів – 1162 мм.
| Клімат поселення                              | Клімат поселення | Клімат поселення | Клімат поселення | Клімат поселення | Клімат поселення | Клімат поселення | Клімат поселення | Клімат поселення | Клімат поселення | Клімат поселення | Клімат поселення | Клімат поселення | Клімат поселення |
| Показник                                      | Січ.             | Лют.             | Бер.             | Квіт.            | Трав.            | Черв.            | Лип.             | Серп.            | Вер.             | Жовт.            | Лист.            | Груд.            |                  |
| Середній максимум, °C                         | 6,07             | 7,30             | 10,78            | 14,82            | 19,58            | 22,86            | 21,82            | 21,36            | 17,66            | 12,89            | 7,59             | 4,14             |                  |
| Середня температура, °C                       | 0,28             | 1,49             | 4,99             | 9,00             | 13,78            | 17,06            | 18,83            | 18,38            | 14,67            | 9,89             | 4,60             | 1,14             |                  |
| Середній мінімум, °C                          | −5,53            | −4,3             | −0,81            | 3,22             | 8,00             | 11,26            | 15,82            | 15,37            | 11,68            | 6,91             | 1,62             | −1,86            |                  |
| Норма опадів, мм                              | 58               | 64               | 82               | 92               | 97               | 125              | 108              | 112              | 112              | 111              | 114              | 87               |                  |
| Середньомісячна швидкість вітру, м/с          | 1.70             | 1.82             | 2.19             | 2.12             | 2.02             | 1.81             | 1.73             | 1.66             | 1.59             | 1.70             | 1.81             | 1.79             |                  |
| Середньомісячна сонячна радіація, кДж/м²·день | 4205             | 6870             | 10355            | 14735            | 18730            | 20381            | 21532            | 18341            | 13705            | 8733             | 4643             | 3417             |                  |
| --------------------------------------------- | ---------------- | ---------------- | ---------------- | ---------------- | ---------------- | ---------------- | ---------------- | ---------------- | ---------------- | ---------------- | ---------------- | ---------------- | ---------------- |
| Джерело:                                      |                  |                  |                  |                  |                  |                  |                  |                  |                  |                  |                  |                  |                  |